# Бык из машины
«Бык из машины» — роман Генри Лайона Олди (Дмитрия Громова и Олега Ладыженского), представляющий собой соединение технофэнтези, древнегреческого мифа, детектива и стилистики нуара. Этот роман — оригинальная трактовка мифологического сюжета о Тесее и Минотавре:27—28: лабиринт, грозное чудовище в нём, а также олимпийские боги становятся порождениями виртуальной реальности. Наиболее близок по теме и символике к «Быку из машины» роман «Нам здесь жить», написанный Олди в соавторстве с Андреем Валентиновым.

## Сюжет
События романа происходят в не очень далёком условном будущем, времени, когда человечество сотворило себе новых богов. Эти боги относятся к людям как к неодушевлённым вещам, которые можно либо хранить, либо ломать и выбрасывать, действуя из вполне эгоистичных побуждений:27—28.
Действие разворачивается в большом мегаполисе под названием Кекрополь, дождливом и сумеречном. В нём совершается череда странных смертей, об этих смертях узнаю́т только находившиеся поблизости аватары — избранники могущественных богов цифрала. Полиция и боги безразличны к судьбам неведомых жертв, и расследовать это дело берётся профессиональный борец из клуба «Элевсин» Тесей, которому присущи харизма и особый талант, доставшийся ему в наследство от не совсем обычного отца.

## Литературные особенности
Роман представляет собой гармоничное соединение технофэнтези, древнегреческого мифа и стилистики нуара, а также увлекательного детектива:28.  В «Быке из машины» есть все положенные атрибуты нуара: алкоголь в больших количествах, роковые красотки, продажные полицейские и циничные герои, знающие, что мир стар и полон дряни:27.
«Быку из машины» присущи непредсказуемый, но логичный сюжет:28, безупречный темп повествования и увлекательная детективная интрига, герои, вызывающие сопереживание, и побуждающие задуматься философские проблемы:28. Античный миф в романе служит отправной точкой для авторских философских построений, насыщенных горькой иронией, связанной с основной проблемой произведения: опасностью сращения человека с компьютером и превращения его в придаток машины; в то же время античный миф обыгрывается на разных уровнях архитектоники романа, включая трактовку отдельных персонажей и те или иные элементы сюжета и композиции.
В романе присутствует множество очень разнообразных аллюзий на древнегреческие мифы. Практически каждое из имён героев представляет собой намёк на тот или иной сюжет, имеющий отношение к Тесею или какому-нибудь другому персонажу той же мифологической эпохи. Авторы задействовали в «Быке из машины» многих персонажей мифа о Тесее, сохранив им род занятий и описание внешности — так, Минос, который, согласно мифу, стал после смерти одним из судей в подземном царстве, показан в романе городским прокурором, разбойник Прокруст показан хирургом-трансплантологом, а его сын Синис (Синид), согласно мифу привязывавший людей к двум соснам, в результате чего тела его жертв разрывались надвое, показан полицейским, помешанным на спортивных тренажёрах, которые тоже калечат тех, кто занимается на них. Мифологические персонажи иронически переосмыслены, Олди словно бы подсмеиваются над трагизмом древнегреческого мифа, «осовременивают» его и приземляют, превращают трагедию в фарс.
Благодаря благополучной развязке «Бык из машины» может быть назван повествованием о смене эпох — о том воспетом ещё древними повороте, когда герой, удачливый и смелый, побеждает неуловимого бога, в результате меняя свою судьбу:28.
К недостаткам романа рецензент Наталия Осояну относит финал, в какой-то мере скомканный, и вульгарные сцены.